# Juan I Orsini
Juan I Orsini (en italiano: Giovanni Orsini, en griego: Ιωάννης Α΄ Ορσίνι) fue el conde palatino de Cefalonia y Zacinto desde 1303 o 1304 hasta su muerte en 1317. Casado con una princesa epirota, Juan pasó una década en su corte antes de suceder a su padre, Ricardo I Orsini, como conde palatino. Como vasallo del Principado de Acaya, estuvo involucrado en sus asuntos internos y, especialmente en la disputa dinástica entre el infante Fernando de Mallorca y la princesa Matilde de Henao entre 1315 y 1316, y participó en una serie de campañas latinas contra Epiro, que aspiraba gobernar. Un año después de su muerte, su hijo y heredero de Nicolás Orsini tomó Epiro y lo puso bajo el dominio de la familia Orsini.

## Biografía

### Primeros años

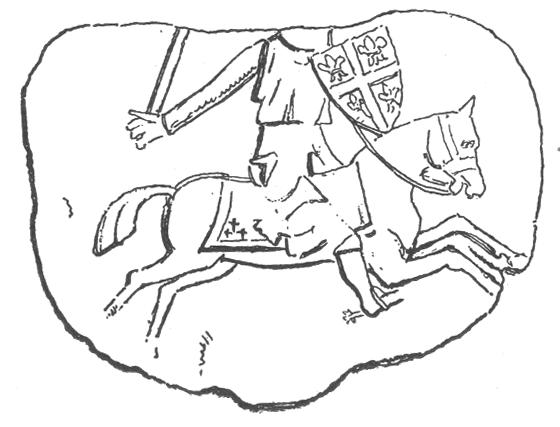
Sello de Ricardo I Orsini, padre de Juan Orsini.

Juan fue el único hijo varón de Ricardo I Orsini, conde palatino de Cefalonia y Zacinto, quien a su vez era hijo del conde Mateo I Orsini y una hija de la sebastocrátor Juan Comneno Ducas, gobernador de Tesalónica. En 1292, se casó con María, la hija del déspota Nicéforo I Comneno Ducas, gobernante de Epiro. María había sido enviada como rehén a Cefalonia para garantizar la lealtad de Nicéforo a los príncipes latinos cuando Ricardo y las fuerzas del Principado de Acaya hicieron campaña en Epiro para ayudar a levantar el asedio bizantino de Ioánina. Después que los bizantinos fueron repelidos, Ricardo, sin consultar a Nicéforo, dispuso el matrimonio de Juan con María. Esto despertó la indignación de Nicéforo, que no fue apaciguado hasta 1295, cuando la joven pareja fue a vivir a su corte. Allí Juan se ganó el afecto de su suegro, hasta el punto de concederle la posesión de la isla de Léucade, Ricardo también había prometido, pero probablemente nunca lo hizo, ceder la cercana isla de Ítaca a la pareja. Juan y María permanecieron en la corte epirota hasta el asesinato de Ricardo en 1303 o 1304.

### Conde palatino de Cefalonia y Zacinto

El Condado palatino de Cefalonia y Zacinto, dominios de Juan Orsini.

Después de la muerte de Ricardo, Juan se involucró inmediatamente en una batalla legal con su madrastra, la segunda esposa de Ricardo Margarita de Villehardouin, sobre su herencia. Margarita reclamó el feudo de Katochi en Epiro, así como la propiedad móvil con la suma de cien mil hiperpirones de oro de las posesiones de Ricardo. Inicialmente, el soberano de Juan, el príncipe de Acaya Felipe de Saboya, falló a su favor, especialmente des pués de que Juan le hiciera un «presente» de 3656 libras cuando le juró lealtad el 7 de abril de 1304. Margarita entonces buscó la ayuda del poderoso mariscal de Acaya, Nicolás III de Saint Omer, que siempre estaba dispuesto a oponerse al autoritario gobierno de Felipe. Al final, después de una violenta disputa entre Nicolás y los partidarios del príncipe, se llegó a un acuerdo por el cual Juan pagó a Margarita la suma de veinte mil hiperpirones. La Crónica de Morea también informa de otra disputa entre Saint Omer y Juan: Saint Omer estaba casado con la hermana de Juan, Guillermina, pero la tenía descuidada y la mantenía confinada en su castillo, hasta que Juan organizó con uno de sus familiares, Guillermo Orsini, secuestrarla de noche y llevarla a Cefalonia.

### Campañas en Epiro
Poco después de su ascenso, en el verano de 1304, Juan y Felipe de Saboya fueron ordenados por el rey Carlos II de Anjou de atacar Epiro, donde la princesa bizantina Ana Paleóloga Cantacucena, madre y regente del joven déspota Tomás I Comneno Ducas, se había negado reafirmar el vasallaje epirota a Nápoles e hizo causa común con el Imperio bizantino. Juan hizo campaña en Epiro junto a un gran contingente aqueo, pero su sitio a la capital epirota, Arta, fracasó y los aliados se retiraron. Mientras Carlos II estaba decidido a repetir su ofensiva el año siguiente, Ana consiguió sobornar a Felipe para permanecer en Morea. Felipe se negó a hacer campaña con el pretexto de la celebración de un gran parlamento en Corinto, donde todos los barones y vasallos del Principado, entre ellos Juan, estaban reunidos. Como resultado, Carlos II depuso a Felipe de Saboya y transfirió el Principado directamente a su propio hijo, Felipe de Tarento. El nuevo príncipe lanzó otra invasión de Epiro en 1307, que fracasó debido al brote de una enfermedad entre las tropas latinas, pero se las arregló para conseguir algunas concesiones territoriales de Ana. Según la versión aragonesa de la Crónica de Morea, Juan no solamente participó en esta segunda expedición sino que instigó activamente, quizá con la esperanza de reemplazar a Tomás como gobernante de Epiro.

### Participación en la Guerra por el Principado de Acaya
En 1315, el infante Fernando de Mallorca invadió Morea y trató de apoderarse del trono principesco vacante por derecho de su esposa, Isabel de Sabran. Como la mayoría de los barones y vasallos de Acaya, Juan lo apoyó al principio, pero cambió de nuevo su lealtad por la legítima heredera, la princesa Matilde de Henao, y su esposo Luis de Borgoña, cuando llegaron a Morea a principios de 1316. En la decisiva batalla de Manolada el 5 de julio de 1316, Juan condujo la primera línea del ejército leal. Conducido por la rabia debido a su traición, así como por su maltrato pasado a su suegra Margarita de Villehardouin, Fernando lanzó un furioso ataque que rompió las líneas de Juan, pero fue detenido en la segunda línea bajo Luis. En la refriega resultante, Fernando fue asesinado y sus partidarios derrotados. Apenas un mes después, Luis de Borgoña murió a la edad de 18 años, al parecer de una enfermedad. Sin embargo, una fuente pro-catalana afirma que Luis fue envenenado por Juan. Juan murió en 1317, y fue sucedido por su hijo mayor, Nicolás, que al año siguiente logró conseguir las ambiciones epirotas de su padre en realidad, ya que asesinó a su tío, el déspota Tomás, y asumió su lugar, con lo que Epiro quedó bajo el dominio de la familia Orsini.

## Matrimonio y descendencia
| \| \| \| \| \| \| \| \| \| \| \| \| \| \| \| \| \| \| \| \| 4. Mateo I Orsini \| \| \| \| \| \| \| \| \| \| \| \| \| \| \| \| \| \| \| \| \| \| \| \| \| \| \| \| \| \| \| \| \| \| \| \| \| \| \| \| \| \| \| \| \| \| \| \| \| \| \| \| \| \| 2. Ricardo I Orsini \| \| \| \| \| \| \| \| \| \| \| \| \| \| \| \| \| \| \| \| \| \| \| \| \| \| \| \| \| \| \| \| \| \| \| \| \| \| \| \| \| \| \| \| \| \| \| \| \| \| \| \| \| \| 20. Constantino Ángelo \| \| \| \| \| \| \| \| \| \| \| \| \| \| \| \| \| \| \| \| \| \| \| \| \| \| \| \| \| \| \| \| \| \| \| \| \| \| \| \| \| \| \| \| \| \| \| \| \| \| \| \| \| \| 10. Juan Ducas \| \| \| \| \| \| \| \| \| \| \| \| \| \| \| \| \| \| \| \| \| \| \| \| \| \| \| \| \| \| \| \| \| \| \| \| \| \| \| \| \| \| \| \| \| \| \| \| \| \| \| \| \| \| 21. Teodora Comneno Ángelo \| \| \| \| \| \| \| \| \| \| \| \| \| \| \| \| \| \| \| \| \| \| \| \| \| \| \| \| \| \| \| \| \| \| \| \| \| \| \| \| \| \| \| \| \| \| \| \| \| \| \| \| \| \| 5. hija de Juan Ducas \| \| \| \| \| \| \| \| \| \| \| \| \| \| \| \| \| \| \| \| \| \| \| \| \| \| \| \| \| \| \| \| \| \| \| \| \| \| \| \| \| \| \| \| \| \| \| \| \| \| \| \| \| \| 11. Zoe Ducas \| \| \| \| \| \| \| \| \| \| \| \| \| \| \| \| \| \| \| \| \| \| \| \| \| \| \| \| \| \| \| \| \| \| \| \| \| \| \| \| \| \| \| \| \| \| \| \| \| \| \| \| \| \| 1. Juan I Orsini \| \| \| \| \| \| \| \| \| \| \| \| \| \| \| \| \| \| \| \| \| \| \| \| \| \| \| \| \| \| \| \| \| \| \| \| \| \| \| \| \| \| \| \| \| \| \| \| \| \| \| \| |                            |  |  |  |  |  |  |  |  |  |  |  |  |  |  |  |
| |                            |  |  |  |  |  |  |  |  |  |  |  |  |  |  |  |
| | 4. Mateo I Orsini          |  |  |  |  |  |  |  |  |  |  |  |  |  |  |  |
| |                            |  |  |  |  |  |  |  |  |  |  |  |  |  |  |  |
| |                            |  |  |  |  |  |  |  |  |  |  |  |  |  |  |  |
| | 2. Ricardo I Orsini        |  |  |  |  |  |  |  |  |  |  |  |  |  |  |  |
| |                            |  |  |  |  |  |  |  |  |  |  |  |  |  |  |  |
| |                            |  |  |  |  |  |  |  |  |  |  |  |  |  |  |  |
| | 20. Constantino Ángelo     |  |  |  |  |  |  |  |  |  |  |  |  |  |  |  |
| |                            |  |  |  |  |  |  |  |  |  |  |  |  |  |  |  |
| |                            |  |  |  |  |  |  |  |  |  |  |  |  |  |  |  |
| | 10. Juan Ducas             |  |  |  |  |  |  |  |  |  |  |  |  |  |  |  |
| |                            |  |  |  |  |  |  |  |  |  |  |  |  |  |  |  |
| |                            |  |  |  |  |  |  |  |  |  |  |  |  |  |  |  |
| | 21. Teodora Comneno Ángelo |  |  |  |  |  |  |  |  |  |  |  |  |  |  |  |
| |                            |  |  |  |  |  |  |  |  |  |  |  |  |  |  |  |
| |                            |  |  |  |  |  |  |  |  |  |  |  |  |  |  |  |
| | 5. hija de Juan Ducas      |  |  |  |  |  |  |  |  |  |  |  |  |  |  |  |
| |                            |  |  |  |  |  |  |  |  |  |  |  |  |  |  |  |
| |                            |  |  |  |  |  |  |  |  |  |  |  |  |  |  |  |
| | 11. Zoe Ducas              |  |  |  |  |  |  |  |  |  |  |  |  |  |  |  |
| |                            |  |  |  |  |  |  |  |  |  |  |  |  |  |  |  |
| |                            |  |  |  |  |  |  |  |  |  |  |  |  |  |  |  |
| | 1. Juan I Orsini           |  |  |  |  |  |  |  |  |  |  |  |  |  |  |  |
| |                            |  |  |  |  |  |  |  |  |  |  |  |  |  |  |  |
| |                            |  |  |  |  |  |  |  |  |  |  |  |  |  |  |  |

Por su matrimonio con María Comneno Ducas, Juan tuvo cuatro hijos:
- Nicolás, sucesor de su padre en Cefalonia y gobernante de Epiro después de asesinar a su tío.
- Juan, sucesor de su hermano después de asesinarlo.
- Guido, gran condestable del Principado de Acaya
- Margarita, señora de la mitad de Zacinto, se casó con Guglielmo Tocco.